# Sammenskrivning
Sammenskriving betegner at flerleddede udtryk skrives som ét ord, uden mellemrum. Når flerleddede udtryk deles, korrekt eller fejlagtigt, kaldes det særskrivning.
Det hævdes at om et udtryk skal skrives i et eller to ord er "det vanskeligste spørgsmål i den danske retskrivning".
Normen for sammenskrivning kan ændre sig gennem tid.
For eksempel blev sammenskrivningen "allesammen" anset som en særskrivning for "alle sammen" i 1990'erne, mens sammenskrivningen senere er blevet godtaget i Retskrivningsordbogen.